# Żagań
Żagań [ˈʐaɡaɲ], tyska och franska: Sagan, är en stad i Lubusz vojvodskap i sydvästra Polen med ungefär 26 700 invånare. Staden ligger vid floden Bóbr mellan Cottbus och Wrocław.

## Historia
Orten Żagań omnämns första gången 1202 under hertig Henrik I av Schlesiens styre och fick stadsrättigheter omkring 1285. Efter hertigdömet Schlesiens delning tillhörde staden från 1249/51 hertigdömet Głogów, och ur detta uppstod 1274 hertigdömet Żagań.
Staden augustinerkloster grundades 1284 och var under 1300-talet och 1400-talet regionens kulturella mittpunkt. Staden livnärde sig huvudsakligen på väverier, ölbryggning och handel med järnvaror.
Staden och furstendömet såldes 1472 av hertig Johan II av Żagań till hertig Albrekt III av Sachsen-Meissen, grundare av den albertinska linjen av huset Wettin. Under hertigen Henrik den fromme av Sachsens styre 1539–1541 infördes reformationen i staden. Kurfursten Moritz av Sachsen överlät 1549 staden till Ferdinand I och kungariket Böhmen.
Hertigdömet förlänades 1627 till den kejserlige överbefälhavaren Albrecht von Wallenstein. Han lät påbörja byggnationen av stadens slott, som dock endast till mindre del stod klart vid hans död. På hans inbjudan verkade mellan 1627 och 1630 den kände astronomen och matematikern Johannes Kepler i staden. I augusti-november 1641 låg svenska trupper under Stålhandske i ett befäst läger vid Żagań. Staden förvärvades 1646 av Wenzel Eusebius von Lobkowitz, som lät färdigställa slottet i italiensk renässansstil efter planer av italienaren Antonio della Porta.
År 1742 avträdde huset Habsburg staden tillsammans med större delen av Schlesien till Preussen. År 1758 påbörjade abotten Johann Ignaz Felbiger bygga upp ett folkskoleväsen i staden. Den kurländske hertigen Peter von Biron köpte 1786 staden och hertigdömet, som därefter ärvdes i tur och ordning av tre av hans döttrar och den yngsta dottern Dorotheas son, Napoléon Louis de Talleyrand-Périgord.
Staden blev 1816 säte för den preussiska Landkreis Sagan. År 1932 slogs denna ihop med Landkreis Sprottau, med Sagan som säte för administrationen. 
Under andra världskriget låg krigsfånglägret Stalag Luft III nära staden. Efter Tysklands nederlag i andra världskriget 1945 hamnade orten på den östra sidan av Oder-Neisse-linjen och tillföll Polen.
Staden tillhörde 1975-1998 Zielona Góras vojvodskap.

## Sevärdheter
- Hertigarnas barockslott med slottsparken
- Änkehertiginnans barockpalats, idag stadshus
- Augustinerklostret med klosterbiblioteket
- Franciskanerklostret
- Rådhuset med rådhustornet
- Ruinen av den protestantiska kyrkan med utsiktstorn
- Krigsfånglägermuseet Stalag Luft III

## Vänorter
- Netphen, Kreis Siegen-Wittgenstein, Nordrhein-Westfalen, Tyskland
- Duns, Scottish Borders, Skottland, Storbritannien
- Ortrand, Brandenburg, Tyskland
- Teltow, Brandenburg, Tyskland